# بطولة العالم لكرة القدم (إنجلترا وإسكتلندا)
بطولة العالم لكرة القدم كانت مباراة ودية بين أبطال إنجلترا واسكتلندا في أواخر القرن التاسع عشر وأوائل القرن العشرين. كان أول الفائزين هيبرنيان (1886) ورينتون (في 1888) كلا الفائزين فازوا بكأس اسكتلندا. في تلك المسابقات، تم التنافس بين حاملي الكؤوس في الدول المعنية، حيث تم إنشاء البطولات.
فاز سندرلاند بمباراة 1895، التي اشتهرت بكونها أول مباراة يلعبها بطل الدوري على التوالي، حيث تغلب على هارت أوف ميدلوثيان 5–3. كانت البطولات الاسكتلندية والإنجليزية بارزة في العالم في ذلك الوقت، وكان الدوري الوحيد خارج المملكة المتحدة في الأرجنتين.
فاز هارت في النهاية بلقب بطولة العالم في عام 1902، بفوزه على توتنهام هوتسبير 3–1. على عكس بطولة 1895، عادت الصيغة إلى كأس الاتحاد الإنجليزي مقابل كأس اسكتلندا.

## الملخص
| العام   | النهائي            | النهائي | النهائي            | المكان        | المدينة  |
| العام   | الفائز             | النتيجة | الوصيف             | المكان        | المدينة  |
| ------- | ------------------ | ------- | ------------------ | ------------- | -------- |
| 1887    | أستون فيلا         | 3–0     | هيبرنيان           | بيري بار      | برمنغهام |
| 1888    | رينتون             | 4–1     | وست بروميتش ألبيون | كاثكين بارك   | غلاسكو   |
| 1889    | لانارك الثالث      | 3–3     | بريستون نورث إيند  | كاثكين بارك   | غلاسكو   |
| 1895    | سندرلاند           | 5–3     | هارت أوف ميدلوثيان | تاينكاسل بارك | إدنبرة   |
| 1901–02 | هارت أوف ميدلوثيان | 0–0     | توتنهام هوتسبير    | وايت هارت لين | لندن     |
| 1901–02 | هارت أوف ميدلوثيان | 3–1     | توتنهام هوتسبير    | تاينكاسل بارك | إدنبرة   |

## البطولات التالية

### بطولات إنجلترا ضد بطولات اسكتلندا
- كأس الدوري البريطاني (1902)
- كأس معرض الإمبراطورية (1938)
- كأس التتويج (1953)
- كأس تيكساكو (1970–1975)
- كأس الأنجلو–اسكتلندي (1975–1981)

### بطولات الأندية الدولية
- بطولة الصحافة الرياضية الدولية (1908)
- كأس السير توماس ليبتون (1909–1911)
- كأس ريو (1951–1952)
- كأس العالم المصغرة للأندية (1952–1970)
- كأس_الإنتركونتيننتال (1960–2004)
- كأس العالم للأندية (2000، 2005–الآن)